# 呼兰站
呼兰站位于中华人民共和国黑龙江省哈尔滨市呼兰区呼兰街道，是滨北铁路上的火车站，建于1926年，由哈尔滨局集团哈尔滨车务段管辖，车站等级为二等站，担负哈尔滨市东北部呼兰区、道外区、松北区、巴彦县、通河县、木兰县等市县区的旅客和货物运输任务。
呼兰站分为Ⅰ场、Ⅱ场，其中Ⅰ场（南场）共有到发线8条，Ⅱ场（北场）共有到发线6条。

## 車站周邊
- 黑龙江大学呼兰校区
- 铁路小学
- 黑龙江省农业机械维修研究所